# Campeonato Maranhense de Futebol de 1973
O Campeonato Maranhense de Futebol de 1973 foi a 52º edição da divisão principal do campeonato estadual do Maranhão. O campeão foi o Ferroviário que conquistou seu 4º título na história da competição. O artilheiro do campeonato foi Paraíba, jogador do Moto Club, com 4 gols marcados.

## Premiação
| Campeonato Maranhense de 1973   |
| São Luís                        |
| ------------------------------- |
| Ferroviário Campeão (4º título) |